# Zielona Gwardia
Zielona Gwardia (ros. "Зеленая Гвардия") – anarchistyczny oddział partyzancki na okupowanej Ukrainie podczas II wojny światowej.

## Historia
Oddział został sformowany w 1942 na okupowanej Kijowszczyźnie przez byłego "machnowca" Osipa W. Cerbija, który nielegalnie przedostał się z Francji. Partyzanci walczyli zarówno z oddziałami III Rzeszy, jak też Związku Radzieckiego i ukraińskimi nacjonalistami. Osip W. Cerbij próbował wśród ukraińskich chłopów odrodzić ruch anarchistyczny pod nazwą "Zielona Gwardia". Brak jest jednak dokładniejszych informacji o działaniach zbrojnych oddziału. Wiadomo, że wiosną 1943 został on rozbity przez antypartyzanckie oddziały niemieckie. Osip W. Cerbij przez kilka miesięcy ukrywał się u miejscowych chłopów, ale ostatecznie został aresztowany i nierozpoznany osadzony w obozie koncentracyjnym, skąd w 1945 uwolnili go alianci.